# Арсала Рахмані
Арсала Рахмані (1937 , Кабул  — 13 травня 2012 , Кабул ) — афганський політичний діяч, очолював уряд країни 1992 року. Під час Афганської війни був одним з польових командирів моджахедів. У листопаді 1992 року був призначений на посаду прем'єр-міністра, яку обіймав дуже короткий час. Вбито в Кабулі 13 травня 2012 року.